# صادق کیا
صادق کیا (۲۵ اردیبهشت ۱۲۹۹ – ۱۰ اسفند ۱۳۸۰) زبان‌شناس و متخصص زبان‌های باستانی ایرانی و زبان پهلوی بود.

## زندگی
صادق کیا، فرزند احمد کیا مقتدرالدوله، در سال ۱۲۹۹ در تهران و در یک خاندان اصالتاً مازندرانی و کجوری  به دنیا آمد. تحصیلات ابتدائی و متوسطه را در آموزشگاه‌های ادب، ثروت و دارالفنون گذراند. سپس در رشتهٔ زبان و ادبیات فارسی به تحصیل پرداخت و در ۱۳۲۰ دورهٔ لیسانس را به پایان رساند و وارد خدمت وزارت فرهنگ شد. در سال ۱۳۲۳ پس از دفاع از رسالهٔ دکترای خود با موضوع «تصحیح متن منظوم به نام نصاب طبری» به اخذ درجهٔ دکترای ادبیات نایل آمد. از سال ۱۳۲۴ در سِمَت دانشیاری در دانشکدهٔ ادبیات دانشگاه تهران به تدریس مشغول شد. در سال ۱۳۳۰ به عنوان استاد کرسی زبان و ادبیات پهلوی در دانشگاه تهران ارتقا یافت. در سال‌های بعد دکتر صادق کیا علاوه بر خدمت دانشگاهی، متصدی سمت‌های اداری از جمله ریاست ادارهٔ فرهنگ عامه در وزارت فرهنگ و هنر نیز بود. همچنین در تأسیس دوره دوم فرهنگستان زبان ایران در دههٔ ۱۳۴۰ نقش فعالی داشت و  ریاست این فرهنگستان را تا پایان فعالیت در سال ۱۳۵۷ در عهده داشت.
در سال ۱۳۴۹ به کوشش دکتر صادق کیا پژوهشگاه گویش‌های ایرانی تأسیس شد که دستور کار آن بررسی گویش‌های ایرانی، و فراهم کردن واژه‌نامه برای هر یک از گویش‌های ایرانی بود که تعدادی از آنها تا سال ۱۳۵۷ انتشار یافت. 
لغت «گویش» را کیا وضع کرد.
صادق کیا شعر هم می گفت و در اشعار خود به فارسی سره گرایش داشت و واژه‌های پهلوی را که در زبان فارسی امروز از میان رفته به کار می‌برد و «تیرا» تخلص می‌کرد.
پس از پیروزی انقلاب اسلامی، دکتر کیا از تمامی مشاغل برکنار و بازنشسته اجباری شد. دکتر صادق کیا در اسفند ۱۳۸۰ در آمریکا درگذشت. بنا به وصیت کیا جسدش سوزانده و خاکستر آن به دریای مازندران ریخته شد.

## آثار
- چند نمونه از متن نوشته‌های پهلوی
- نُقطَویان یا پَسیخانیان، ۱۳۲۰
- کتاب قلب در عربی [۱۵]
- داستان جم (با همکاری محمد مقدم)
- گشته‌دبیره یا خط کَستَج، دربارهٔ خط کتیبه‌ها و سکه‌ها و مهرهای دورهٔ اشکانی و ساسانی
- گویش آشتیان، ۱۳۳۵
- ماه فروردین روز خرداد (متن پهلوی و ترجمهٔ فارسی با واژه‌نامه)، ۱۳۳۵
- راهنمای گردآوری گویش‌ها، ۱۳۴۰
- واژه‌نامهٔ گرگانی
- واژه‌نامهٔ طبری، ۱۳۲۷
- مجمع‌الامثال، محمدعلی هبله‌رودی (تصحیح)، ۱۳۴۴
- آذریگان؛ آگاهی‌هایی درباره‌ی گویش آذری